# Souessoula parva
Souessoula parva is een spinnensoort in de taxonomische indeling van de hangmatspinnen (Linyphiidae).
Het dier behoort tot het geslacht Souessoula. De wetenschappelijke naam van de soort werd voor het eerst geldig gepubliceerd in 1899 door Nathan Banks.